# Stern Ahlborn
„Stern“ Ahlborn war ein deutscher Fußballspieler. Der tatsächliche Vorname des Torwarts war Erich. Er kam im Ersten Weltkrieg ums Leben. Mehr zu ihm in den Eintracht-VN jenes Jahrgangs, siehe Publikationsserver TU Braunschweig.

## Karriere
Ahlborn gehörte dem Braunschweiger Verein FC Eintracht von 1895 als Torhüter an. Er spielte im Viertelfinale der Deutschen Meisterschaft 1907/08 am 3. Mai 1908 im Hamburger Stadion Hoheluft beim 0:1 gegen den Duisburger SpV.